# ويليام إروين (فيلسوف)
ويليام إروين (بالإنجليزية: William Irwin)‏ هو فيلسوف أمريكي، ولد في 1970.